# Alexis-Armand Charost
Alexis-Armand Charost (14. listopadu 1860, Le Mans – 7. listopadu 1930, Rennes) byl francouzský římskokatolický duchovní, arcibiskup renneský a kardinál.

## Život
Narodil se 14. listopadu 1860 v Le Mans, jako syn zaměstnance drah Alexise Isidore Josepha Charosta a Marie Louise roz. Girault, která zemřela roku 1865. Byl pokřtěn se jmény Alexis-Armand. Měl dva bratry: Alexis Frédéric (nar. 1859) a Edgard Marie Clément (nar. 1862), sestru Marie Louise (nar. 1864).
Studoval v kněžském semináři v Le Mans a poté v Papežském francouzském semináři v Římě. Následně na Katolické univerzitě v Angers. Dne 19. května 1883 byl vysvěcen na kněze.
V letech 1883-1892 byl členem fakulty Školy Sainte-Croix. Poté se stal ředitelem stáží Notre Dame de la Couture v Le Mans. Roku 1894 se stal sekretářem arcibiskupa Rennes, kterým byl až do roku 1899, kdy se stal titulárním kanovníkem renneské katedrální kapituly. Roku 1909 byl jmenován generálním vikářem a ředitelem sekundárních studií arcidiecéze Rennes.
Dne 14. února 1913 jej papež Pius X. jmenoval pomocným biskupem arcidiecéze Cambrai a titulárním biskupem z Miletopolis. Biskupské svěcení přijal 13. května 1913 v katedrále svatého Petra v Rennes, z rukou arcibiskupa renneského Augusta-Reného Dubourga a spolusvětiteli byli arcibiskup François Delamaire a biskup Olivier de Durfort.
Dne 21. listopadu 1913 byl ustanoven biskupem diecéze Lille. Od roku 1915 byl kancléřem Katolické univerzity v Lille.
Dne 15. června 1920 ho papež Benedikt XV. jmenoval titulárním arcibiskupem z Chersonésu a arcibiskupem koadjutorem arcidiecéze Rennes. Dne 22. září 1921 nastoupil na místo metropolitního arcibiskupa Rennes.
Kvůli svému odvážnému postoji v Lille vůči německým okupantům za První světové války mu byl 2. března 1921 udělen titul Rytíře čestné legie.
Dne 11. prosince 1922 jej papež Pius XI. na konzistoři jmenoval kardinálem. Jako titulární kostel mu byl přidělen Santa Maria della Vittoria. Kardinálský biret a titul mu byl předán 14. prosince 1922.
Dne 25. srpna 1925 byl papežským legátem na oslavách stého výročí narození kardinála Charlese Martiala Allemanda Lavigerie v Alžíru a 14. března 1927 na 50. výročí Katolické univerzity v Lille. Dne 15. září 1929 byl papežským legátem na oslavách Terezie z Lisieux v Lisieux.
Zemřel 7. listopadu 1930 v Rennes. Pohřben byl v renneském katedrálním chrámu.